# Junácký kříž „Za vlast“ 1939–1945
Junácký kříž „Za vlast“ 1939–1945, je pamětní vyznamenání, které bylo založeno v roce 1946 rozhodnutím Ústřední rady Československého Junáka. Vyznamenání má tři stupně:
- I. stupeň (Zlatý kříž)
- II. stupeň (Stříbrný kříž)
- III. stupeň (Bronzový kříž)

Kříž byl udělován při výročních příležitostech členům a členkám Junáka za účast v národním odboji v letech druhé světové války a dalším význačným osobám, které přispěly k osvobození Československé republiky.
Dekorace je ražena ve všech třech stupních z obecného kovu, I. stupeň je zlacený, II. stupeň postříbřený (nebo ražba z bílého kovu) a III. stupeň je z bronzu. Autorem výtvarného návrhu byl profesor Jindřich Severa. Stuha je jednotná pro všechny tři stupně (existují i výjimky) a malé stužky jsou opatřeny bronzovou pěticípou hvězdou.